# Cruz, Brasilien
Cruz är en ort i Brasilien.   Den ligger i kommunen Cruz och delstaten Ceará, i den östra delen av landet, 1 700 km nordost om huvudstaden Brasília. Cruz ligger 16 meter över havet och antalet invånare är 8 723.
Terrängen runt Cruz är platt. Närmaste större samhälle är Acaraú, 6,8 km nordost om Cruz.
Omgivningarna runt Cruz är huvudsakligen savann. Runt Cruz är det ganska tätbefolkat, med 72 invånare per kvadratkilometer.